# Huglo
Huglo är en ö i Stords kommun i Vestland fylke i västra Norge. Den ligger öster om ön Stord vid utloppet av Hardangerfjorden och har en speciell geologi. Det har tidigare varit gruvdrift på ön. Idag domineras näringslivet av jordbruk. Ugnsmuseet på norra Huglo anses vara en av öns sevärdheter.
Det bor 91 invånare på Huglo. Sortland Møbelfabrikk är öns största arbetsgivare. Det finns dessutom en skola och förskola, ett fritidshus för ungdomar och Huglo bedehuskapell här. 
Ön har färjeförbindelse till Hodnanes på ön Tysnesøya och Jektavik på ön Stord.
Huglo är gammalnorska för «högen».
År 2009 gick Huglo med i det treåriga regionala utvecklingsprogrammet for småsamfunn i Hordaland. Målet är att skapa ett robust samhälle och hejda befolkningsnedgången. 